# Basílica de Santa María del Capitolio (Colonia)

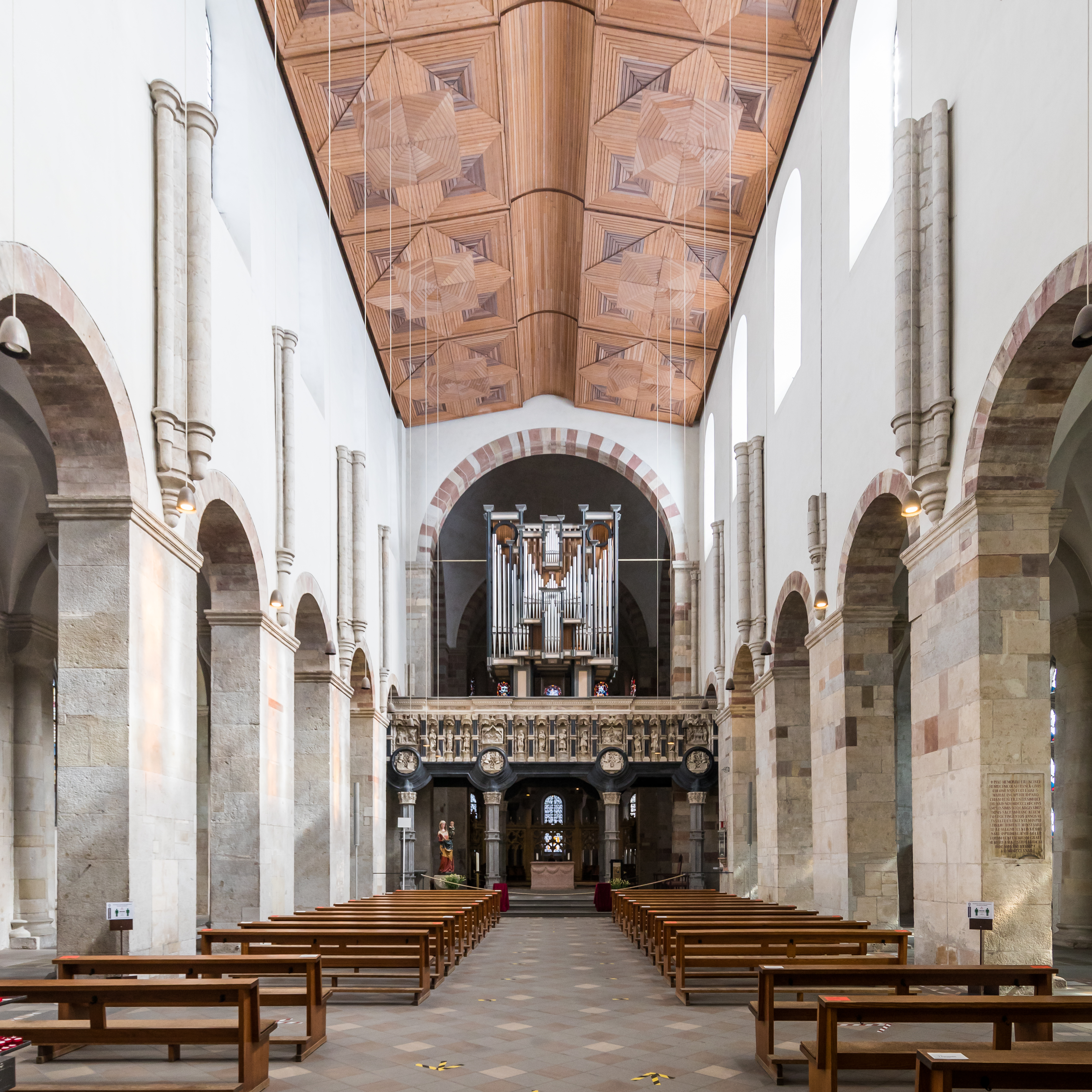
Interior de la iglesia

La iglesia de Santa María del Capitolio (del alemán: Basilika Sankt Maria im Kapitol) es una de las doce iglesias románicas de Colonia, en Alemania. Durante siglos fue el templo más importante de la ciudad después de la catedral.
La iglesia tiene la consideración de basílica menor desde el 23 de abril de 1965.

## Historia
La iglesia fue fundada en el año 690 sobre las bases del templo de la Tríade Capitolina (de ahí el nombre actual). En el siglo XI fue reconstruida por iniciativa del arzobispo de Colonia, Herimann II y su hermana, la abadesa Hilda. Fue uno de los talleres más importantes de la arquitectura otoniana. En su fundación tomó parte incluso el emperador, que la consagró en el año 1065. Antiguamente la iglesia presentaba también un westwerk con dos torres, pero tras la destrucción del siglo XVIII no fue reconstruido.
Fue parcialmente destruida durante la Segunda Guerra Mundial y reconstruida luego según el aspecto que tenía en el siglo XI.

## Arquitectura
El cuerpo de la iglesia con tres naves se caracteriza por arcos regulares sobre pilares hasta las ábsides -extrañamente tres para la época- idénticas y rodeadas por un deambulatorio, que se coloca como una prosecución de las naves laterales. Tenían ya bóveda de crucería.
Importantes obras de arte se conservan como las puertas de madera (construidas hacia 1060), la Virgen de Limburg (del siglo XIII), la cruz esmaltada (1304, el lectorio de 1523 y el altar lateral con un retablo de un alumno de Hans Baldung de Grien (siglo XVI).

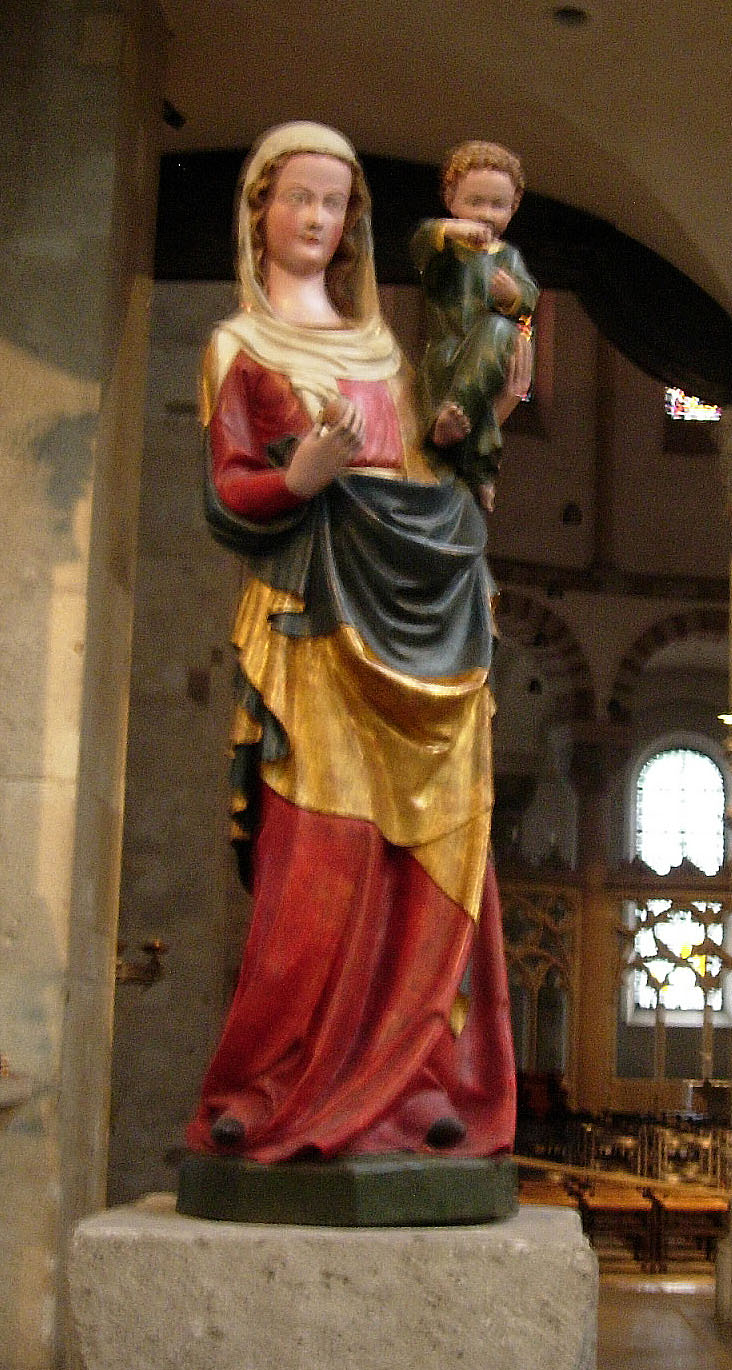
Virgen de Limburg